# Milano-Modena 1911
La Milano-Modena 1911, quinta edizione della corsa, si svolse il 22 ottobre 1911 su un percorso di 275 km. La vittoria fu appannaggio dell'italiano Galeazzo Bolzoni, che completò il percorso in 8h52'00", alla media di 31,015 km/h, precedendo il connazionale Carlo Durando e il francese Eugène Dhers.
Sul traguardo di Modena 18 ciclisti, su 27 partiti da Rogoredo/Milano, portarono a termine la competizione.

## Ordine d'arrivo (Top 10)
| Pos. | Corridore           | Squadra      | Tempo    |
| ---- | ------------------- | ------------ | -------- |
| 1    | Galeazzo Bolzoni    | -            | 8h52'00" |
| 2    | Carlo Durando       | S.S. Torino  | ?        |
| 3    | Eugène Dhers        | -            | ?        |
| 4    | Giovanni Micheletto | -            | ?        |
| 5    | Georges Passerieu   | La Française | ?        |
| 6    | Vincenzo Borgarello | Legnano      | ?        |
| 7    | Egidio Bianco       | -            | ?        |
| 8    | Palmiro Mori        | -            | ?        |
| 9    | Luigi Bailo         | Fiat         | ?        |
| 10   | Angelo Gremo        | Fiat         | ?        |